# Circuit de l’Indre
Der Circuit de l’Indre war ein französisches Straßenrennen für Berufsfahrer und Unabhängige, das von 1926 bis 1982 in der Region um Châteauroux ausgetragen wurde. Es war in der Regel ein Eintagesrennen, 1935, 1936, 1938, 1939, 1943, 1946 und 1947 auch ein Etappenrennen über zwei Tagesabschnitte.

## Palmarès
- 1926  Georges Pornet
- 1927  André Trovaden
- 1928  Georges Pornet
- 1929  Louis-Andre Schaffner
- 1930  René Deguai
- 1931  Robert Brugère
- 1932  André Gaillot
- 1933  André Dumont
- 1934  Amédée Fournier
- 1935  Roger Bisseron
- 1936  Lucien Lauk
- 1937  Gino Sciardis
- 1938  Paolo Mario Carlo Corallini
- 1939  Éloi Tassin
- 1940  nicht ausgetragen
- 1941  Claude Govaert
- 1942  Achille Boutens
- 1943  Georges Blum
- 1944  nicht ausgetragen
- 1945  Georges Munier
- 1946  Roger Dorgebray
- 1947  Raoul Rémy
- 1948–1949 nicht ausgetragen
- 1950  Lucien Lauk
- 1951  Pierre Barbotin
- 1952  Jacques Dupont
- 1953  Stanislas Bober
- 1954  Jacques Dupont
- 1955  René Fournier
- 1956  Tino Sabbadini
- 1957  Tino Sabbadini
- 1958  Pierre Brun
- 1959  Michel Dejouhannet
- 1960  Joseph Groussard
- 1961–1973 nicht ausgetragen
- 1974  Charles Rouxel
- 1975  Régis Delépine
- 1976  Jean-Louis Danguillaume
- 1977  Sean Kelly
- 1978  Jacques Bossis
- 1979  Bernard Hinault
- 1980  Regis Delepine
- 1981  nicht ausgetragen
- 1982  Pierre Le Bigault